# Leucania tangala
Leucania tangala là một loài bướm đêm trong họ Noctuidae.